# Стойка, Гарри
Гарри Стойка (нем. Harri Stojka) — австрийский джазовый гитарист.

## Биография
Родился Гарри Стойка 22 июля 1957 года в Вене . Его диск под названием «A Tribute To Gypsy Swing» был выпущен в Америке 15 августа 2006 года.
В настоящее время он играет цыганский джаз.

## Альбомы
- 1978 — Harri Stojka Express / Sweet Vienna.
- 1980 — Harri Stojka Express / Off The Bone.
- 1981 — Harri Stojka / Live In Montreux.
- 1981 — Harri Stojka Express / Camera.
- 1982 — Harri Stojka Express / Tight.
- 1985 — Harri Stojka Express / Brother to Brother.
- 1987 — Harri Stojka Express / Live (CD - 1998).
- 1985 — Harri Stojka / Say Yes.
- 2000 — Gon Shanel,(Geco Tonwaren).
- 2000 — Gitancoeur, (Geco Tonwaren).
- 2002 — Harri Stojka & Gitancoeur unplugged, (Geco Tonwaren]).
- 2004 — Live at the Roma Wedding, (Geco Tonwaren - Groove Attack).
- 2005 — A Tribute To Swing, (Geco Tonwaren - Groove Attack).
- 2005 — Gipsy Soul — Garude Apsa, ( Geco Tonwaren - Indigo).